# 张家船站
张家船站是位于陕西省白水县张家船的一个铁路车站，邮政编码715601。车站建于1986年，有西延铁路经过该站，现仅办理货运业务，不办理客运业务，车站及其上下行区间均已电气化。车站距离新丰镇站144公里，隶属西安铁路局，是四等站。
1. ↑  铁道部电子计算技术中心, 铁道部运输局. . 北京: 中国铁道出版社. 1998: 91. ISBN 9787113030995.